# Сираи, Такако
Такако Сираи (яп. 白井貴子, англ. Takako Shirai; р. 18 июля 1952, Окаяма, Япония) — японская волейболистка, нападающая. Чемпионка летних Олимпийских игр 1976 года, чемпионка мира 1974.

## Биография
Такако Сираи родилась в семье, покинувшей Корею после раздела страны и при рождении носила имя Юн Чжон Сон. Волейболом начала заниматься в школе, а в 1968 была принята команду высшей школы Курасики — «Курабо Курасики Индастриес», за которую выступала на протяжении 5 лет. В 18-летнем возрасте получила японское гражданство и сменила имя на Такако Сираи. С 1973 года выступала за сильнейшую японскую клубную команду тех лет «Хитати Мусаси» из города Кодайра, с которой 5 раз подряд становилась чемпионкой страны и дважды признавалась лучшим игроком по итогам национальных первенств.
В декабре 1970 Такако Сираи дебютировала в сборной Японии и выиграла в её составе волейбольный турнир Азиатских игр. Вплоть до окончательного ухода из спорта в 1978 году волейболистка неизменно выступала за национальную команду, являясь её ключевым игроком, особенно в атакующих действиях. Всего за время выступлений за сборную Сираи стала обладателем 6 наград высшего достоинства (из 7 турниров, в которых принимала участие), в том числе Олимпиады-1976, чемпионата мира 1974, Кубка мира 1977.
В 2000 году Такако Сираи была принята в Зал волейбольной славы, находящийся на родине волейбола в американском городе Холиоке (штат Массачусетс), став первой японской волейболисткой, удостоенный этой чести.    

### Клубная карьера
- 1968—1972 —  «Курабо Курасики Индастриес» (Курасики);
- 1973—1978 —  «Хитати Мусаси» (Кодайра).

## Достижения

### Клубные
- 5-кратная чемпионка Японии — 1974—1978;
  - серебряный призёр чемпионата Японии 1973.

### Со сборной Японии
- Олимпийская чемпионка 1976;
  - серебряный призёр Олимпийских игр 1972.
- чемпионка мира 1974.
- победитель розыгрыша Кубка мира 1977.
- двукратная чемпионка Азиатских игр — 1970, 1974.
- чемпионка Азии 1975.

### Индивидуальные
- 1970: по итогам чемпионата Японии вошла в символическую сборную.
- 1973: по итогам чемпионата Японии вошла в символическую сборную.
- 1974: по итогам чемпионата Японии вошла в символическую сборную.
- 1975: по итогам чемпионата Японии вошла в символическую сборную и признана лучшим игроком и лучшей нападающей.
- 1977: по итогам чемпионата Японии вошла в символическую сборную и признана лучшим игроком и лучшей нападающей.
- 1977: MVP Кубка мира.